# Los amantes (novela corta y novela)
Los amantes es una novela corta de ciencia ficción del escritor estadounidense Philip José Farmer (1918-2009), publicada por primera vez en agosto de 1952 en la revista Startling Stories. En 1961, Farmer amplió la historia y la lanzó como novela independiente en formato de tapa blanda bajo el sello de Ballantine Books. Posteriormente, en 1979, Ballantine publicó una edición final revisada, considerada la versión definitiva de la obra.
Aclamada dentro de la comunidad de ciencia ficción, Los amantes destacó por su audaz exploración de la religión y la sexualidad, abordando temas poco convencionales para su época. La versión original le valió a Farmer el Premio Hugo en 1953 en la categoría de "Mejor autor o artista novel de ciencia ficción".

## Argumento
En el siglo xxxi, la nave militar Gabriel ha llegado al lejano planeta Ozagen. Su tripulación, compuesta íntegramente por hombres, representa a la Unión Haijac, donde se habla el idioma "americano". La Unión es una de las tres potencias que dominan el planeta Tierra (las otras son la Federación Malaya y las Repúblicas de Israel) desde que la Guerra Apocalíptica, hace cientos de años, diezmó la población de la Tierra mediante la guerra biológica. La Unión es una teocracia extrema y una tiranía religiosa en la que se espera que todos (incluidos los cónyuges) se denuncien entre sí por la más mínima infracciones. La verdadera misión del Gabriel, que es secreta, podría ser una demostración de capacidad militar o algo peor. Los ozagenianos, una raza de artrópodos (similares a los insectos) inteligentes pero tecnológicamente inferiores, son conocidos por los terrícolas con el despectivo nombre de wogglebugs o wogs. Se trata de una referencia explícita al profesor Woggle-Bug, personaje de L. Frank Baum, que aparece en los libros de Oz, a quien se dice que se parecen estos extraterrestres.
Un miembro de la tripulación del Gabriel, el lingüista Hal Yarrow, es feliz porque le ha permitido escapar de un matrimonio infeliz, sin embargo Yarrow descubre que lo peor de la Tierra lo ha seguido en la forma de Pornsen, su cuidador personal ("Ángel guardián"), vigilante de cualquier evidencia de acciones pecaminosas o incluso pensamientos erróneos. Condicionado por una vida de sumisión, Yarrow intenta perderse en el estudio del idioma Ozagen. En una visita a unas antiguas ruinas construidas por humanoides mamíferos desaparecidos hace mucho tiempo, se encuentra con Jeannette, una fugitiva atractiva y (aparentemente) casi humana, un remanente de su raza casi extinta. Para la sociedad opresiva y puritana de Yarrow, el contacto no consagrado con cualquier mujer está prohibido, y el amor que él desarrolla por esta "alienígena" es inimaginable. Yarrow alberga secretamente a Jeannette en su alojamiento mientras espía en secreto a los amables y tolerantes Wogs. También oculta a sus anfitriones wog el verdadero propósito de la visita de los terrestres, que incluye no sólo la colonización, sino el genocidio. Sin embargo, Ozagen y sus habitantes wog esconden muchos secretos inesperados de sus malvados visitantes.

## La religión enLos amantes
La religión de la Unión Haijac deriva de Isaac Sigman, una figura mesiánica de mil años antes de los acontecimientos de la historia. El sigmanismo es el sistema de creencias del Iglestado (Iglesia estatal) de la Unión Haijac. Aunque no se enfatiza demasiado, queda claro en la novela que el Sigmanismo es una elaboración o variante del judaísmo; una lista de las obras de Sigman  incluye la Pre-Torá y el Talmud occidental. Farmer confirmó esto en un artículo que describe el origen de Los amantes, donde se refirió a su sociedad ficticia como "neojudaica". 
Un principio central del sigmanismo es que todas las acciones tomadas por los individuos y todos los eventos que les suceden, incluso los aparentemente accidentales, son intencionales, ya sea consciente o inconscientemente. Esta es una afirmación extrema de la agencia del libre albedrío. Los pensamientos y acciones que van en contra de la autoridad del Iglestado se califican de "irreales" y cualquier deseo de tales acciones se considera deseo de un "pseudofuturo" y siempre se castiga cuando es detectado. 
Sigman era un devoto del "serialismo" del ingeniero y filósofo británico J. W. Dunne (1875-1949) y Sturch dedica considerable tiempo y recursos a la "dunnología" a nivel matemático. Dunne –la persona real, a diferencia del Sigman ficticio– creía que experimentaba sueños premonitorios. Propuso que la experiencia del tiempo de una persona como lineal es una ilusión provocada por la conciencia humana. Argumentó que el pasado, el presente y el futuro eran continuos en una realidad de dimensiones superiores y que solo los experimentamos secuencialmente debido a nuestra percepción mental de ellos. Fue más allá y propuso una regresión infinita de dimensiones temporales superiores habitadas por el observador consciente, a las que llamó "tiempo serial". 
Sigman es conocido por los devotos como "el Precursor" y tiene un hermano, conocido como Jude Changer y también "el Corredor", que es un contrapunto o contraste de Sigman. No se cree que Sigman haya muerto nunca, sino que viaja a voluntad hacia adelante y atrás a  en el tiempo, así como a cualquier lugar del universo físicamente. En la novela (versión de 1961), el amigo wog de Yarrow, Fobo, señala vehementemente las muchas falacias lógicas y contradicciones del sigmanismo. 

## Recepción
Según The Encyclopedia of Science Fiction, la novela fue "originalmente rechazada por John W. Campbell Jr. de Astounding Science-Fiction y HL Gold de Galaxy Science Fiction ", pero "irrumpió en la escena de la ciencia ficción" y "obtuvo aclamación instantánea cuando apareció" en Startling Stories. Como indica la enciclopedia "Se trataba de xenobiología, parasitismo y sexo, una mezcla explosiva, ciertamente para el género de ciencia ficción de esa época; mezclas transgresoras de este tipo aparecerían repetidamente en los mejores trabajos de Farmer".
En 2010, Gary K. Wolfe elogió a Los amantes como "uno de los debuts más espectaculares en la historia de la ciencia ficción estadounidense". 